# Akebia quinata
Akebia quinata là một loài thực vật có hoa trong họ Lardizabalaceae. Loài này được (Houtt.) Decne. mô tả khoa học đầu tiên năm 1839.
Đây là loài bản địa Nhật Bản, Trung Quốc và bán đảo Triều Tiên, được trồng ở đông Hoa Kỳ từ Georgia đến Michigan và Massachusetts.
Cây cao 10 m (30 ft) hoặc hơn và có lá ghép năm lá nhỏ. Hoa cụm trong các cành hoa và có mùi sô cô la, với ba hoặc bốn đài hoa. 

## Hình ảnh

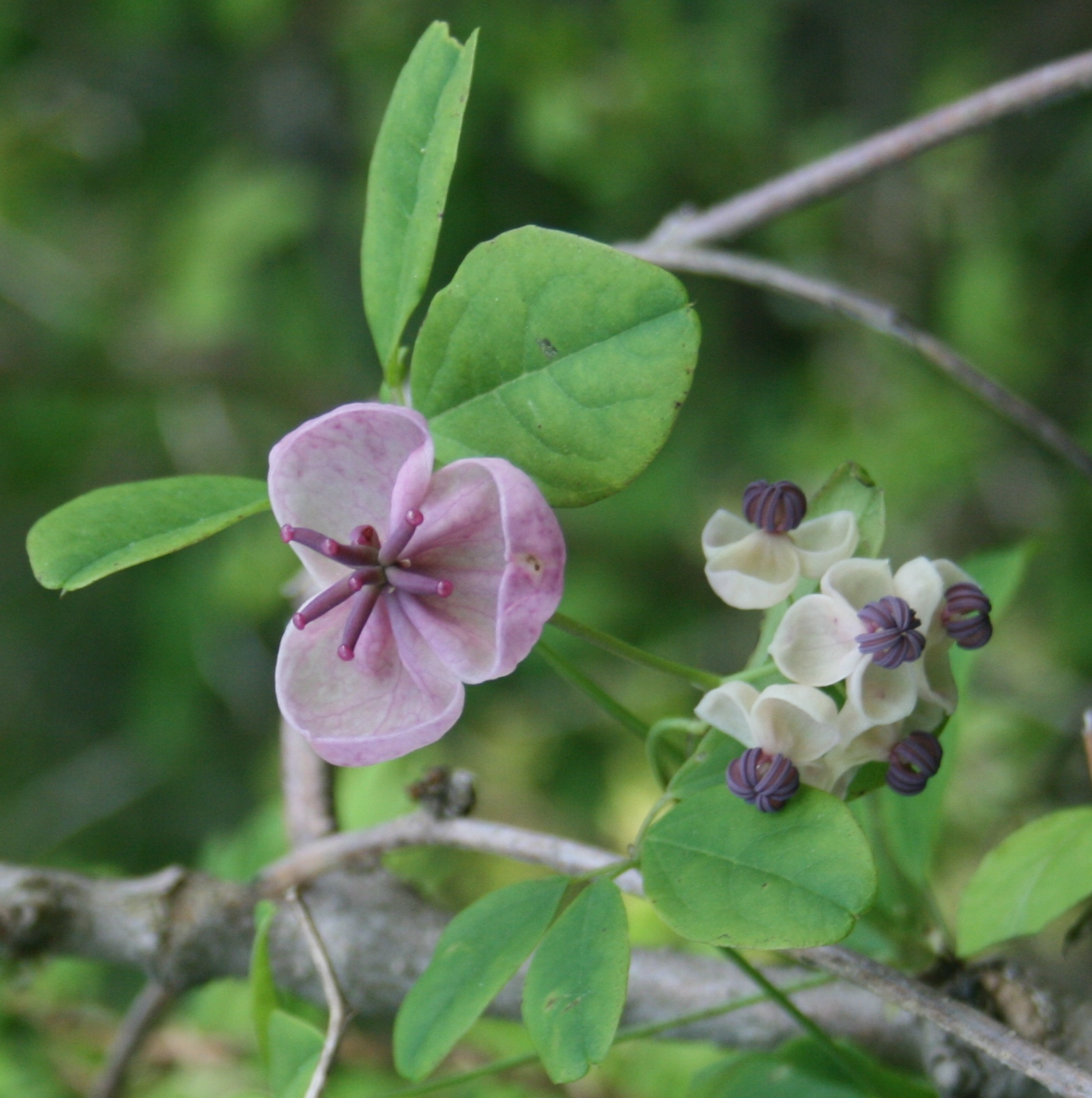
Hoa cái và 5 hoa đực núi Ibuki
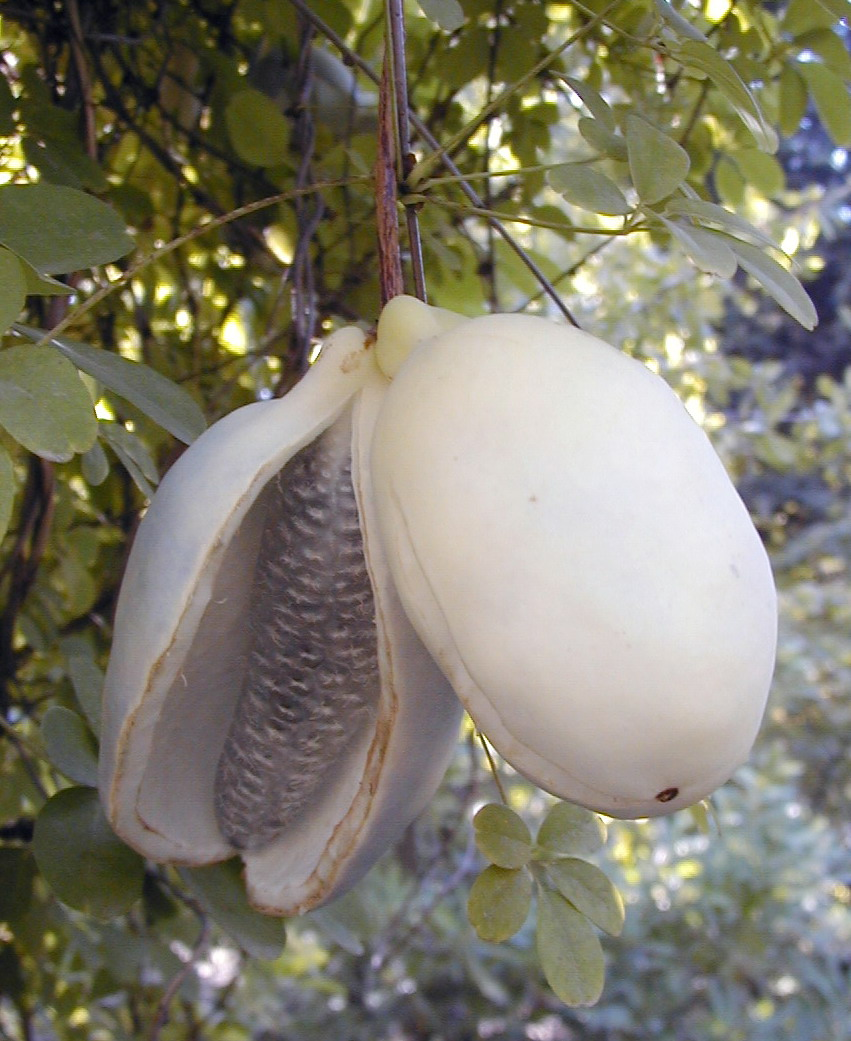
Trái cây
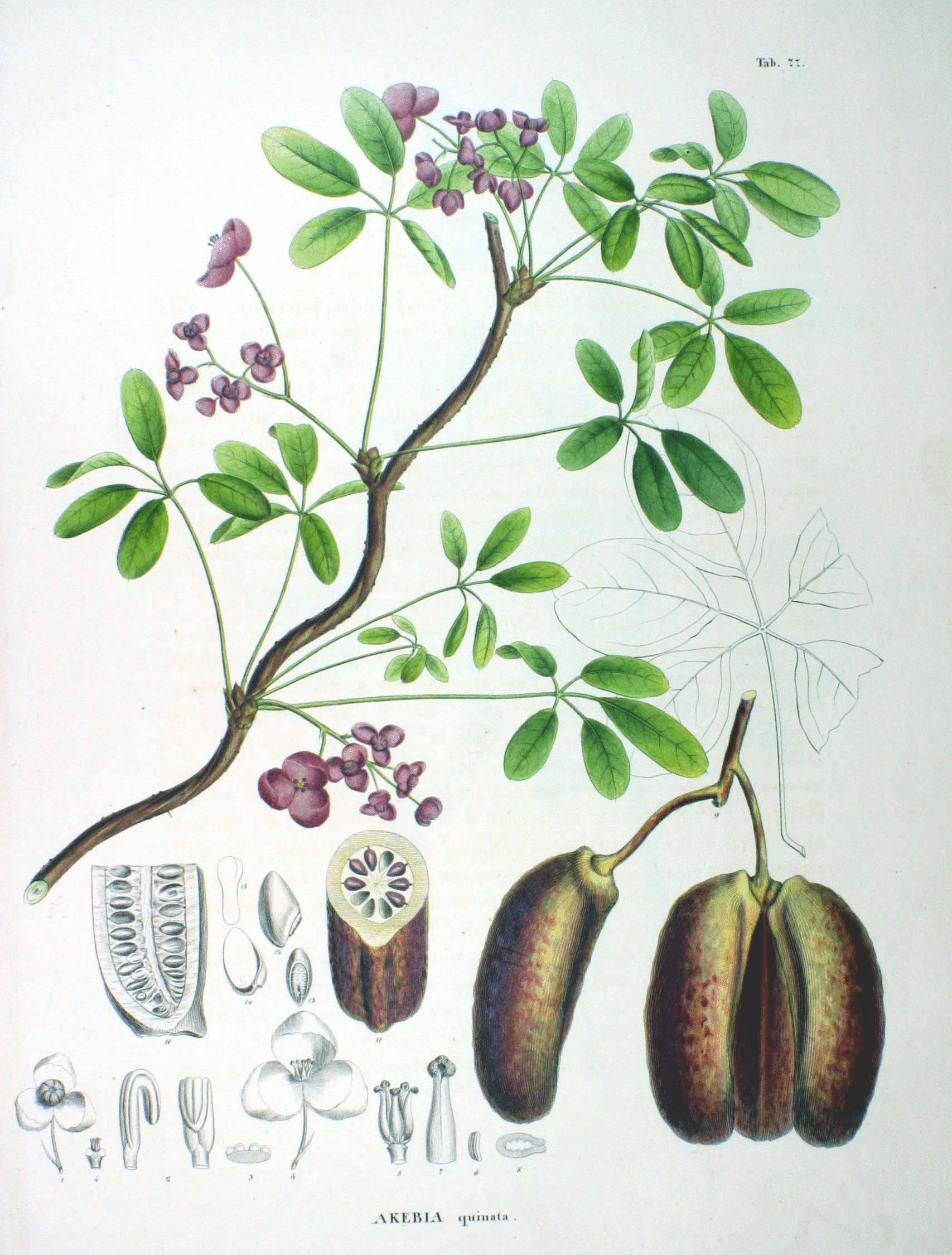
Phác họa